# Marco Tulli
Marco Tulli (Roma, 20 de noviembre de 1920 - Roma, 20 de marzo de 1982) fue un actor de reparto italiano, probablemente más conocido en el papel de «Smilzo» en la serie de películas de Don Camilo.
Nacido en Roma, Tulli debutó como actor cuando aún era un estudiante universitario, al final de la Segunda Guerra Mundial. Fue un prolífico actor de personajes en películas de comedia, a menudo interpretando papeles de personas curiosas y entrometidas. También fue muy activo en el escenario, en el que trabajó con Giorgio Strehler y Luciano Lucignani, y como actor de televisión, participando en numerosas ediciones de la columna de publicidad televisiva Carosello.

## Filmografía selecta
- El delito de Giovanni Episcopo (1947)
- L'onorevole Angelina (1947)
- Lo sciopero dei milioni (1947)
- Daniele Cortis (1947)
- Come persi la guerra (1947)
- Il barone Carlo Mazza (1948)
- I peggiori anni della nostra vita (1949)
- Femmina incatenata (1949)
- L'inafferrabile 12 (1950)
- È più facile che un cammello... (1950)
- Quel fantasma di mio marito (1950)
- Mamma mia, che impressione! (1951)
- Bellezze a Capri (1952)
- È arrivato l'accordatore (1951)
- El regreso de Don Camilo (1953)
- La burla del diablo (1953)
- Lacrime d'amore (1954)
- Il conte Max (1957)
- It Started in Naples (1960)
- La rivolta dei mercenari (1961)
- Veneri in collegio (1965)
- Scusi, lei è favorevole o contrario? (1966)
- I due crociati (1968)
- El médico de la mutua (1968)
- Blue Jeans (1975)